# Xiaohe (sockenhuvudort i Kina, Zhejiang Sheng, lat 30,31, long 120,14)
Xiaohe är en sockenhuvudort i Kina. Den ligger i provinsen Zhejiang, i den östra delen av landet, nära eller i provinshuvudstaden Hangzhou. Antalet invånare är 53 607. Befolkningen består av 26 888 kvinnor och 26 719 män. Barn under 15 år utgör 10,0 %, vuxna 15-64 år 77 %, och äldre över 65 år 12,0 %.
Runt Xiaohe är det mycket tätbefolkat, med 5 206 invånare per kvadratkilometer. Närmaste större samhälle är Hangzhou, 3,1 km sydost om Xiaohe. Runt Xiaohe är det i huvudsak tätbebyggt.
Genomsnittlig årsnederbörd är 1 869 millimeter. Den regnigaste månaden är juni, med i genomsnitt 328 mm nederbörd, och den torraste är november, med 74 mm nederbörd.